# Biswamoyopterus biswasi
Espèce
Statut de conservation UICN

 CR B1ab(iii) : 
En danger critique
Biswamoyopterus biswasi est une espèce d'écureuil volant de la famille des Sciuridae et du genre Biswamoyopterus endémique d'Inde. Elle est en danger critique de disparition. Il est nommé Namdapha flying squirrel par les anglophones.
Le nom scientifique de cette espèce commémore l'ornithologue indien Biswamoy Biswas (1923-1994).

## Menaces
C'est une espèce en danger critique d'extinction à cause de la destruction de son habitat. De plus elle est chassée pour sa viande, et/ou sa peau/fourrure.

## Référence
Saha : A new genus and a new species of flying squirrel (Mammalia: Rodentia : Sciuridae) from northeastern India. Bulletin of the Zoological Survey of India, 4-3 pp 331-336.